# Lucille Benson
Lucille Benson (Scottsboro, Alabama, 17 de julio de 1914 - ibíd., 17 de febrero de 1984) fue una actriz estadounidense conocida por sus papeles en anuncios, televisión y películas en los años 70 y años 80.

## Biografía

### Vida personal
Nacida en Scottsboro (Alabama), el 17 de julio de 1914, Benson fue adoptada por su tía, John Benson, después de que su madre muriera de tuberculosis. Fue presidenta de la clase del instituto al que asistía, el Jackson County High School y fue la estudiante más sobresaliente que pronunció el discurso de clausura del curso. Asistió al Huntingdon College en Montgomery y más tarde, asistió a la escuela de drama de la Universidad Northwestern en Evanston (Illinois). Después de una corta carrera como profesora, se fue a Nueva York a mediados de los años 30.

### Carrera como actriz
Su carrera comenzó en Nueva York en la década de 1930. Actuó en obras de Broadway como The Doughgirls, The Day Before Spring, Happy Birthday, As The Girls Go, Hotel Paradiso, Period of Adjustment y Walking Happy. Actuó en el Coconut Grove Playhouse en Miami, actuando en la obra de Tennessee Williams Orpheus Descending.
El comienzo de Benson en el mundo del cine tuvo lugar mientras actuaba con Donald O'Connor en la obra Little Me, durante una gira de tres meses en Las Vegas. Benson dijo: «Mientras estaba en Las Vegas, un ex agente de Hollywood me llamó para preguntarme si quería actuar en una película de Paramount. Fui a Hollywood, probé y actué junto a Robert Redford en Little Fauss and Big Halsy».
Benson también interpretó a la dueña del Snake-A-Rama en la película de 1971 de Steven SpielbergEl diablo sobre ruedas, protagonizada por Dennis Weaver.
Tuvo un papel recurrente en la sitcom The Ropers como la madre de Helen. Su gran estreno el mundo televisivo llegó con Bosom Buddies, una sitcom basada en la película Con faldas y a lo loco. Durante la primera temporada de la serie (1980 - 1981), Benson interpretó a  "Lilly Sinclair", la recepcionista del hotel de mujeres Susan B. Anthony donde dos hombres (Tom Hanks y Peter Scolari) se visten de mujer para sacar provecho del alquiler. 
Se cree que es la actriz recitando el Padre nuestro en la memorable escena de asalto al tren en el clásico del western Butch Cassidy and the Sundance Kid (1969). Sin embargo, no aparece en los créditos, y ese papel no aparece acreditado en Internet Movie Database. El año siguiente trabajó con actores de esa película, con Paul Newman en WUSA y con Robert Redford en Little Fauss and Big Halsy.

### Muerte
Murió el 17 de febrero de 1984, en su Scottsboro natal a los 69 años de cáncer de hígado. Fue incinerada y sus cenizas se encuentran en una tumba en el Cedar Hill Cemetery.

## Filmografía
- WUSA (1970)
- Little Fauss and Big Halsy (1970)
- Women in Chains (1971)
- Escape (1971)
- El diablo sobre ruedas (1971)
- Cactus in the Snow (1972)
- Matadero cinco (1972)
- The Devil's Daughter (1972)
- Private Parts (1972)
- The Blue Knight (1973)
- Las aventuras de Tom Sawyer (1973)
- The Day the Earth Moved (1974)
- Huckleberry Finn (1974)
- Reflections of Murder (1974)
- Mame (1974)
- Betrayal (1974)
- El expreso de Chicago (1976)
- Collision Course (1976)
- Black Market Baby (1977)
- The Greatest (1977)
- Ebony, Ivory and Jade (1979)
- Charleston (1979)
- 1941 (1979)
- Concrete Cowboys (1979)
- Halloween II (1981)
- Amy (1981)
- When Your Lover Leaves (1983)
- Moon Face (estrenada después de su muerte en 1984)

## Actuaciones en televisión
- Alice
- Bonanza
- Bosom Buddies
- Traedlos vivos
- Cannon
- Los Dukes de Hazzard
- Eight is Enough
- Emergency!
- How the West Was Won
- Little House on the Prairie
- The Love Boat
- Mannix
- The New Andy Griffith Show
- Petrocelli
- Police Woman
- The Ropers
- Simon & Simon
- Trapper John, M.D.
- The Waltons
- Wonder Woman
- The Wonderful World of Disney